# Zona de supraveghere „Colonel Ilie Marinescu”
Zona de supraveghere a colonelului Ilie Marinescu a avut un rol strategic și defensiv, zonă în care au operat Regimentul 1 „Avram Iancu”, Regimentul 7 Infanterie și Regimentul 97 Infanterie. Zona a avut un rol strategic la acțiunile militare postbelice, din perioada 1918-1920.  :p. 333

## Compunerea de luptă
În perioada campaniei din 1919, în această zona au operat următoarele::p. 333
- Zona de supraveghere a colonelului Marinescu Ilie

- Regimentul 7 Infanterie - comandant: locotenent colonel Cornea N.

- Regiment 97 Infanterie - comandant: locotenent colonel Cernățeanu Al.
- Regimentul 1 „Avram Iancu” - comandant: maior  Cernea Ovid

- Regimentul 2 Alba Iulia – comandant: maior ” Muțiu Traian”

## Participarea la operații

### Campania anului 1919
În cadrul acțiunilor militare postbelice,  Zona de supraveghere  a reușit să permită trupelor să participe la acțiunile militare de la Alba Iulia și din zona Munșilor Apuseni. :p. 333

## Comandanți
- Colonel Ilie Marinescu